# Solitaire (patience)
Pour les articles homonymes, voir Solitaire.
 (janvier 2024).
Le solitaire, appelé " Réussite " ou « la Ruée vers l'Or » (Klondike en anglais, nom de la région canadienne où eut lieu une ruée vers l'or à la fin du XIXe siècle), est un jeu de cartes à un seul joueur, c’est-à-dire une patience.

## Règles du solitaire
Il existe de nombreuses patiences appelées solitaire. La plus courante, dont il est question ici, se pratique avec un jeu de 52 cartes que l'on prépare en sept colonnes de tailles croissantes. Elle ressemble énormément au jeu spider.

### But du jeu
Reconstituer quatre piles de cartes dans chacune des couleurs, du roi à l'as — on pose en premier le roi, puis la reine, le valet et les cartes : 10, 9, 8, 7, 6, 5, 4, 3, 2, et enfin l'as. Dès qu'une « famille » a été reconstituée, elle est mise de côté. La partie se termine lorsque tout un « groupe » a été reconstitué.

### Préparation des colonnes
1. On place une première carte face visible sur la table, puis 6 cartes cachées à sa droite.
2. La seconde rangée commence par une carte visible sur la première carte cachée, puis on dispose 5 cartes cachées.
3. On procède de même pour la troisième ligne (une carte visible et 4 cartes cachées), la quatrième, cinquième et sixième rangée.
4. La septième rangée est composée d'une carte visible sur 6 cartes faces cachées.

### Jeu de la carte
Les vingt-quatre cartes qui restent forment une pile face cachée. De cette pile, on pourra tirer les cartes trois par trois. Seule la carte visible peut être utilisée.
Dans les colonnes, on peut déplacer les cartes d'une colonne à une autre si la carte déplacée peut être posée sur une carte immédiatement supérieure, par exemple un 6 sur un 7. Les As sont posés à part pour former les débuts des quatre piles à reconstituer.

### Variantes
Selon les variantes, on doit ou non tenir compte des couleurs dans les colonnes en alternant rouge et noir.

### Solitaire avec un jeu de tarot
Le jeu peut se jouer avec un tarot de 78 cartes. On forme alors sur le même principe neuf rangées au lieu de sept et six piles au lieu de quatre.
Pile de 1 à 4 : As, 2, 3, 4, 5, 6, 7, 8, 9, 10, Valet, Dame et Roi.
Les deux piles supplémentaires accueillent les cartes suivantes dans cet ordre : 
Cinquième pile : Cavalier de Carreau, Cavalier de cœur puis les atouts de 1 à 11.
Sixième pile : Cavalier de pique, Cavalier de trèfle puis les atouts de 12 à 21 et Excuse.
Un autre variante consiste à former classiquement sept rangées mais six piles au lieu de quatre.
4 piles couleur :  As, 2, 3, 4, 5, 6, 7, 8, 9, 10, Valet, Cavalier, Dame et Roi.
2 piles atout : l'une croissante à partir du 1, l'autre décroissante à partir du 21.
Les atouts constituant ici une cinquième couleur repartie sur deux piles.
L'excuse remplace n'importe quelle carte et peut, si on la débloque et c'est tout l'intérêt, être récupérée durant la partie.
À noter que l'on peut reprendre une carte de la pile pour la remettre en jeu dans les rangées.

### Sous Windows
La version du jeu fournie avec Windows tient compte des couleurs : chaque colonne doit alterner rouge et noir, et commencer par un roi si la colonne était vide. Placer les as ou empiler les suites de cartes peut se faire de trois manières (de la plus lente à la plus rapide) :
- effectuer un glisser-déposer de la carte avec le bouton gauche, comme pour tout mouvement de cartes,
- double-cliquer la carte à empiler avec le bouton gauche,
- cliquer avec le bouton droit n'importe où dans la fenêtre, dans ce cas toutes les cartes empilables sont déplacées instantanément.

À noter que si la distribution des cartes semble aléatoire, elle est en réalité calculée en fonction de l'heure de l'horloge Windows. Il est ainsi possible de retrouver une partie en notant la date et l'heure de la donne.

## Jeux de solitaires open source

### Pysol
PySolFC est un jeu vidéo ; une collection qui rassemble 1061 jeux de cartes solitaires. C'est un fork de PySol, compilé et distribué sous licence GPL.
Le logiciel, écrit avec le langage Python, fonctionne sous Windows, Unix et Macintosh.

### Aisleriot
Un jeu de solitaire développé pour Linux comportant plus de 80 variantes et livré avec l'intégrateur GNOME.